# Севр-Нантез
Севр-Нантез (фр. Sèvre Nantaise) — река во Франции, в регионах Новая Аквитания и Земли Луары. Протекает через департаменты Дё-Севр (в регионе Пуату-Шаранта), Вандея, Мен и Луара и Луара Атлантическая (все 3 последних относятся к региону Земли Луары).
Длина реки составляет 141,75 км, площадь водосборного бассейна — 2356 км². Её истоки находятся в коммуне Ле-Бойнон, на высоте 210 метров над уровнем моря. Река течёт с юга на север, постепенно понижая своё русло. В районе Нанта, на высоте 5 метров над уровнем моря, она левым притоком впадает в Луару. На протяжении 21,5 километра от своего устья Севр-Нантез судоходен, как и 5,5 километра её левого притока Майна, однако плавают здесь исключительно суда спортивные, любительские и туристические.
Города, расположенные на реке: Монкутан, Нант, Верту, Мортань-су-Севр, Клиссон, Горж, Бусси, Ле Лонжерон, Сен-Лоран-су-Севр, Ла-Фор-су-Севр. Виноградники на берегах Севра засажены мюскаде.